# Francisco Correa Sánchez
|  | Aquest article tracta sobre l'empresari espanyol. Si cerqueu l'organista del segle XVII, vegeu «Francisco Correa de Arauxo». |

Francisco Correa (Casablanca, Marroc, 31 d'octubre de 1955) és un empresari espanyol que va liderar una trama de corrupció lligada al Partit Popular, coneguda com a Cas Gürtel.

## Com a empresari
Correa dirigia diverses empreses molt estretament vinculades al PP, entre elles Special Events, que durant alguns anys va organitzar importants esdeveniments del partit.
La influència econòmica de Correa en el PP va assolir el seu màxim nivell en l'època de José María Aznar. Era amic personal del gendre d'Aznar, Alejandro Agag, del casament del qual va ser testimoni. Va tenir importants relacions econòmiques amb alguns ajuntaments i comunitats autònomes governades pel PP, a través de les seves empreses i les seves múltiples filials.
La seva dona, Carmen Rodríguez Quijano, va ser cap de gabinet de Guillermo Ortega, alcalde de Majadahonda, que va concedir diversos contractes a Special Events, de la qual Quijano era gerent.
A més de Special Events, Correa també controlava unes altres tres empreses, entre elles Servimadrid, a la qual es van concedir diversos crèdits en la Comunitat de Madrid per part del govern autonòmic del PP.
Al País Valencià també es van concedir contractes a les empreses de Correa per part del Partit Popular. La filial de Special Events a València, Orange Market, estava presidida per Álvaro Pérez, amic íntim del president del PP valencià Francisco Camps i assessor extern de José María Aznar durant els seus anys de govern. Orange Market havia organitzat diversos esdeveniments del Partit Popular i el seu govern a València. Està empresonat al centre penitenciari de Valdemoro a Madrid.

## Cas Gürtel
El 6 de febrer de 2009, el jutge Baltasar Garzón va obrir una investigació per una presumpta trama de corrupció del Partit Popular a Madrid, València i la Costa del Sol. Aquell mateix dia és detingut Francisco Correa. Altres d'implicats en la trama corrupta van ser: L'alcalde de Boadilla del Monte (municipi al qual estava molt estretament vinculat Correa), Arturo González Panero; el conseller d'Esports de la Comunitat de Madrid, Alberto López Viejo i l'exalcalde de Majadahonda, Guillermo Ortega. El dia 12 Correa ingressa a presó per ordre de Garzón.
La llista de presumptes implicats en la trama va anar fent-se més àmplia, i el 19 de febrer el president valencià Francisco Camps és relacionat amb l'assumpte. També es van veure implicats l'eurodiputat del PP Gerardo Galiot i el senador i tresorer del partit Luis Bárcenas.
Segons investigacions del jutge Garzón, Galiot i Bárcenas van poder rebre de Correa 1.353.000 euros i 652.000 euros, respectivament.
El protagonisme del cas va passar al president Camps, que segons les investigacions de Garzón podria haver rebut vestits pel valor de 12.000 euros a canvi d'adjudicacions de contractes a Orange Market. Segons el sastre que subministrava la roba a Camps, el president de la Comunitat mai no va pagar un sol euro a la botiga. El sastre va afirmar que els vestits de Camps els pagava Pablo Crespo, militant del PP i administrador únic de Special Events.
D'altra banda, també va ser imputat en el cas l'exsecretari general del PP valencià, Ricardo Costa. Segons les investigacions, els vestits que portava Costa els pagaven les empreses Servimadrid Intergral i Diseño Asimétrico, ambdues propietats de Correa. La majoria dels contractes que adjudicava Costa per al partit i el grup parlamentari del PP a València eren per a Orange Market. El valor total dels vestits que van regalar a Costa era de 7.000 euros aproximadament.
Álvaro Pérez va ser imputat el dia 15 de maig, un dia després que Camps i Ricardo Costa, fossin cridats a declarar pel Tribunal Superior de València.

## Condemnes
Correa va ser condemnat en 2017 a la sentencia de Fitur per associació il·lícita, tràfic d'influencies, malversació, suborn i falsedat, a 13 anys de presó i una responsabilitat civil de 278.000 euros, i en 2019 a sis anys i nou mesos de presó i a respondre amb 2,3 milions d'euros pels delictes de prevaricació i suborn derivats de 22 contractes públics adjudicats per AENA a empreses de Correa per un import de 2,35 milions d'euros entre 2000 i 2002, posteriorment rebaixada en 6 mesos pel Tribunal Suprem, i a tres anys de presó i set anys d'inhabilitació per falsedat comesa per funcionari públic i prevaricació per l'adjudicació a la trama de tres contractes per part de l'Ajuntament de Jerez de la Frontera a les empreses Special Events i Down Town Consulting per un import de 214.028,71 euros per Fitur 2004.
Al juliol de 2021 va ser autoritzat el seu primer permís penitenciari per part de l'Audiència Nacional tot i l'informe desfavorable de la junta de tractament penitenciari de la presó on compleix les diverses condemnes.